# Lafoensia pacari
Lafoensia pacari är en fackelblomsväxtart som beskrevs av St.-hil.. Lafoensia pacari ingår i släktet Lafoensia och familjen fackelblomsväxter. Inga underarter finns listade i Catalogue of Life.

## Bildgalleri

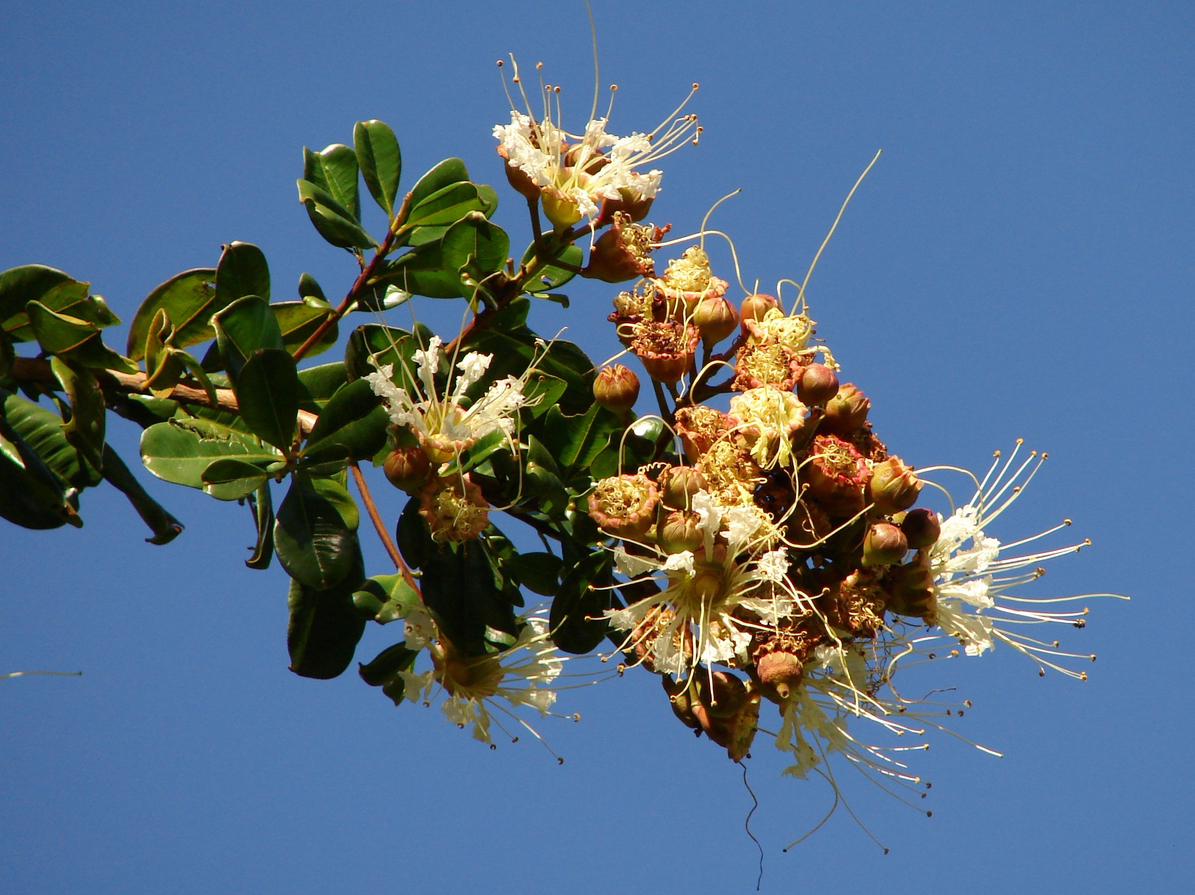